# جيريت فوغس
جيريت فوغس (بالهولندية: Gerrit Voges)‏ هو لاعب كرة قدم هولندي في مركز الهجوم، ولد في 11 يوليو 1932 في زفوله في هولندا، وتوفي بنفس المكان في 21 يونيو 2007. شارك مع منتخب هولندا لكرة القدم. أما مع النوادي، فقد لعب مع بي إي سي زفوله وفيلم 2 تيلبورغ ونادي انسخيده الرياضي.

## وصلات خارجية
- جيريت فوغس على موقع قاعدة بيانات كرة القدم.إي يو (الإنجليزية)
- جيريت فوغس على موقع ناشيونال فوتبول تيمز (الإنجليزية)
- جيريت فوغس على موقع عالم كرة القدم.نت (الإنجليزية)